# Alice Kremelberg
Alice Kremelberg (* 28. Februar 1990 in Long Island, New York) ist eine US-amerikanische Schauspielerin und Drehbuchautorin.

## Leben und Karriere
Alice Kremelberg wurde auf Long Island geboren und wuchs anschließend in New York City auf. Sie ist Absolventin der Atlantic Acting School.
Sie war erstmals 2006 bei einem Gastauftritt in einer Episode der Serie Law & Order: Special Victims Unit vor der Kamera zu sehen. 2008 und 2009 erhielt sie jeweils kleine Rollen in den Spielfilmen Baby Mama und Die Entführung der U-Bahn Pelham 123. Seit 2007 trat sie unter anderem in den Serien 30 Rock, Fringe – Grenzfälle des FBI, Blue Bloods – Crime Scene New York, Nurse Jackie, The Big C, Smash und The Michael J. Fox Show in Gastrollen auf. 2018 war sie in einer kleinen Rolle in der Filmbiografie Can You Ever Forgive Me? zu sehen. Von 2018 bis 2019 wirkte sie in den letzten beiden Staffeln der Serie Orange Is the New Black als Nicole Eckelcamp in einer Nebenrolle mit. 2019 wurde die Miniserie The Feels veröffentlicht, in der Kremelberg mitwirkte und zudem für drei Episoden die Drehbücher schrieb. Ihre Darstellung brachte ihr 2020 eine Nominierung für den Daytime-Emmy-Award ein. Im Gerichtsthriller The Trial of the Chicago 7, der 2020 veröffentlicht wurde, stellte Kremelberg die real existierende Juristin und ehemalige Führerin der Weathermen, Bernardine Dohrn, dar. 2021 übernahm sie in der vierten Staffel der Serie The Sinner als Percy Muldoon nebst Bill Pullman eine der beiden Hauptrollen.

## Filmografie (Auswahl)
- 2006: Law & Order: Special Victims Unit (Fernsehserie, Episode 8x09)
- 2007: 30 Rock (Fernsehserie, Episode 1x17)
- 2008: Baby Mama
- 2009: Die Entführung der U-Bahn Pelham 123 (The Taking of Pelham 123)
- 2010: Fringe – Grenzfälle des FBI (Fringe, Fernsehserie, Episode 2x11)
- 2010: Blue Bloods – Crime Scene New York (Blue Bloods, Fernsehserie, Episode 1x06)
- 2011: Nurse Jackie (Fernsehserie, Episode 3x08)
- 2011: The Big C (Fernsehserie, Episode 2x02)
- 2012: Nancy, Please
- 2013: Smash (Fernsehserie, Episode 2x04)
- 2013: The Michael J. Fox Show (Fernsehserie, 3 Episoden)
- 2014: Beach Pillows
- 2015: Campus Code
- 2015: Working on It (Fernsehserie, 2 Episoden)
- 2016–2017: Doomsday (Fernsehserie, 4 Episoden)
- 2018: The Elevator (Fernsehserie, Episode 1x14)
- 2018: Can You Ever Forgive Me?
- 2018: Ask for Jane
- 2018: Navy CIS: New Orleans (NCIS: New Orleans, Fernsehserie, Episode 5x05)
- 2018: Love Is Dead!
- 2018–2019: Orange Is the New Black (Fernsehserie, 11 Episoden)
- 2019: New Amsterdam (Fernsehserie, Episode 1x14)
- 2019: The Feels (Miniserie, 3 Episoden)
- 2020: Ten Minutes to Midnight
- 2020: The Trial of the Chicago 7
- 2020: Monsterland (Fernsehserie, Episode 1x07)
- 2021: The Sinner (Fernsehserie, 8 Episoden)
- 2022: Iris
- 2022: Bleecker
- 2023: Quantum Leap (Fernsehserie, Episode 1x13)
- 2024: Renegade Nell (Miniserie)

## Nominierungen
Daytime Emmy Award
- 2020: Nominierung als Beste Darstellerin in einer Miniserie für The Feels